# Eutrichota tunicata
Eutrichota tunicata este o specie de muște din genul Eutrichota, familia Anthomyiidae. A fost descrisă pentru prima dată de Zetterstedt în anul 1846. Conform Catalogue of Life specia Eutrichota tunicata nu are subspecii cunoscute.